# Bischwihr
 Bischwihr  (en alsacià Bíschwihr) és un municipi francès, situat a la regió del Gran Est, al departament de l'Alt Rin. L'any 2006 tenia 1.001 habitants. Limita amb Wickerschwihr, Holtzwihr, Muntzenheim, Riedwihr i Andolsheim.

## Demografia
| 1962 | 1968 | 1975 | 1982 | 1990 | 1999 |
| ---- | ---- | ---- | ---- | ---- | ---- |
| 320  | 357  | 396  | 565  | 611  | 816  |

## Administració
| Període   | Identitat               | Partit |
| --------- | ----------------------- | ------ |
| 1977-1989 | Gérard Reech            |        |
| 1989-2001 | André Ringler           |        |
| 2001-2008 | Gabriel Spenlehauer     |        |
| 2008-     | Marie-Joseph Helmlinger |        |